# Anna Alexandrowna Netschajewskaja
Anna Alexandrowna Netschajewskaja (russisch Анна Александровна Нечаевская, engl. Transkription: Anna Nechaevskaya; * 21. August 1991 in Tyoply Ruchey) ist eine russische Skilangläuferin.

## Werdegang
Netschajewskaja gab zu Beginn der Saison 2009/10 ihr Debüt im Skilanglauf-Eastern-Europe-Cup. Dabei erreichte sie in Werschina Tjoi den 66. Platz über 5 km klassisch. Bei den Nordischen Junioren-Skiweltmeisterschaften 2011 in Otepää gewann sie die Silbermedaille mit der Staffel. Ihr erstes Weltcuprennen lief sie im Februar 2011 in Rybinsk, welches sie auf dem siebten Rang mit der Staffel beendete. Im November 2013 holte sie in Werschina Tjoi über 10 km Freistil ihren ersten Sieg im Eastern-Europe-Cup. Zu Beginn der Saison 2014/15 belegte sie den 60. Platz bei der Nordic Opening in Lillehammer. Die Tour de Ski 2015 beendete sie auf dem 34. Rang. Dabei holte sie im Val di Fiemme mit dem 28. Platz im 10-km-Massenstartrennen ihre ersten Weltcuppunkte. Im Februar 2015 siegte sie im Eastern-Europe-Cup in Rybinsk über 10 km Freistil. In der Saison 2015/16 startete sie vorwiegend bei FIS-Rennen. Im Februar 2016 kam sie beim Eastern-Europe-Cup in Syktywkar auf den dritten Platz über 10 km Freistil. Im folgenden Monat wurde sie russische Meisterin im 30-km-Massenstartrennen. Zu Beginn der Saison 2016/17 holte sie über 5 km Freistil in Werschina Tjoi ihren dritten Sieg im Eastern-Europe-Cup. Es folgten vier weitere Siege und vier zweite Plätze und gewann damit die Gesamtwertung des Eastern-Europe-Cups. Bei der Winter-Universiade 2017 in Almaty holte sie über 5 km klassisch und im 15-km-Massenstartrennen jeweils die Silbermedaille und mit der Staffel und im Verfolgungsrennen jeweils die Goldmedaille. Ende März 2017 wurde sie in Chanty-Mansijsk russische Meisterin über 10 km Freistil. In der Saison 2017/18 errang sie den 37. Platz beim Ruka Triple und den 18. Platz bei der Tour de Ski 2017/18. Bei den Olympischen Winterspielen 2018 in Pyeongchang holte sie die Bronzemedaille mit der Staffel und belegte zudem den zehnten Platz über 10 km Freistil.
Zu Beginn der Saison 2018/19 siegte Netschajewskaja in Werschina Tjoi beim Eastern-Europe-Cup über 5 km Freistil. Die Tour de Ski 2018/19 beendete sie mit zwei Top-Zehn-Platzierungen auf dem 12. Platz. Beim Saisonhöhepunkt, den nordischen Skiweltmeisterschaften 2019 in Seefeld in Tirol, gewann sie die Bronzemedaille mit der Staffel. Zudem lief sie dort auf den 17. Platz im 30-km-Massenstartrennen und auf den 15. Rang im Skiathlon. Zum Saisonende errang sie den 33. Platz im Gesamtweltcup und den 26. Platz im Distanzweltcup. In der Saison 2020/21 errang sie beim Alpencup in Ulrichen den zweiten Platz über 10 km Freistil und bei der Tour de Ski 2021 den 22. Platz und zum Saisonende den 38. Platz im Gesamtweltcup.

## Siege bei Continental-Cup-Rennen
| Nr. | Datum             | Ort            | Disziplin                      | Serie              |
| --- | ----------------- | -------------- | ------------------------------ | ------------------ |
| 1.  | 24. November 2013 | Werschina Tjoi | 10 km Freistil Individualstart | Eastern Europe Cup |
| 2.  | 25. Februar 2015  | Rybinsk        | 10 km Freistil Individualstart | Eastern Europe Cup |
| 3.  | 22. November 2016 | Werschina Tjoi | 5 km Freistil Individualstart  | Eastern Europe Cup |
| 4.  | 25. Dezember 2016 | Krasnogorsk    | 10 km Freistil Individualstart | Eastern Europe Cup |
| 5.  | 15. Januar 2017   | Minsk          | 10 km Freistil Individualstart | Eastern Europe Cup |
| 6.  | 25. Februar 2017  | Syktywkar      | 10 km Freistil Individualstart | Eastern Europe Cup |
| 7.  | 1. März 2017      | Syktywkar      | 15 km Skiathlon                | Eastern Europe Cup |
| 8.  | 23. November 2018 | Werschina Tjoi | 5 km Freistil Individualstart  | Eastern Europe Cup |

## Teilnahmen an Weltmeisterschaften und Olympischen Winterspielen

### Olympische Spiele
- 2018 Pyeongchang: 10. Platz 10 km Freistil

### Nordische Skiweltmeisterschaften
- 2019 Seefeld in Tirol: 3. Platz Staffel, 15. Platz 15 km Skiathlon, 17. Platz 30 km Freistil Massenstart

## Platzierungen im Weltcup

### Weltcup-Statistik
Die Tabelle zeigt die erreichten Platzierungen im Einzelnen.
- 1.–3. Platz: Anzahl der Podiumsplatzierungen
- Top 10: Anzahl der Platzierungen unter den ersten zehn
- Punkteränge: Anzahl der Platzierungen innerhalb der Punkteränge
- Starts: Anzahl gelaufener Rennen in der jeweiligen Disziplin
- Hinweis: Bei den Distanzrennen erfolgt die Einordnung gemäß FIS.

| Platzierung               | Distanzrennen a | Distanzrennen a | Distanzrennen a | Distanzrennen a | Distanzrennen a | Skiathlon Verfolgung | Sprint | Etappen- rennen b | Gesamt | Team   | Team    |
| Platzierung               | ≤ 5 km          | ≤ 10 km         | ≤ 15 km         | ≤ 30 km         | > 30 km         | Skiathlon Verfolgung | Sprint | Etappen- rennen b | Gesamt | Sprint | Staffel |
| ------------------------- | --------------- | --------------- | --------------- | --------------- | --------------- | -------------------- | ------ | ----------------- | ------ | ------ | ------- |
| 1. Platz                  |                 |                 |                 |                 |                 |                      |        |                   |        |        |         |
| 2. Platz                  |                 |                 |                 |                 |                 |                      |        |                   |        |        |         |
| 3. Platz                  |                 |                 |                 |                 |                 |                      |        |                   |        |        |         |
| Top 10                    |                 | 2               |                 |                 |                 | 1                    |        |                   | 3      |        | 6       |
| Punkteränge               |                 | 21              | 1               | 1               | 1               | 11                   |        | 5                 | 40     |        | 7       |
| Starts                    | 3               | 31              | 1               | 2               | 1               | 20                   | 12     | 8                 | 78     |        | 7       |
| Stand: Saisonende 2020/21 |                 |                 |                 |                 |                 |                      |        |                   |        |        |         |

### Weltcup-Gesamtplatzierungen
| Saison  | Gesamt | Gesamt | Distanz | Distanz |
| Saison  | Punkte | Platz  | Punkte  | Platz   |
| ------- | ------ | ------ | ------- | ------- |
| 2014/15 | 15     | 101.   | 15      | 73.     |
| 2015/16 | -      | -      | -       | -       |
| 2016/17 | 2      | 115.   | 2       | 91.     |
| 2017/18 | 127    | 47.    | 75      | 36.     |
| 2018/19 | 215    | 33.    | 127     | 26.     |
| 2019/20 | 72     | 53.    | 43      | 42.     |
| 2020/21 | 141    | 38.    | 105     | 32.     |